# Клурикон

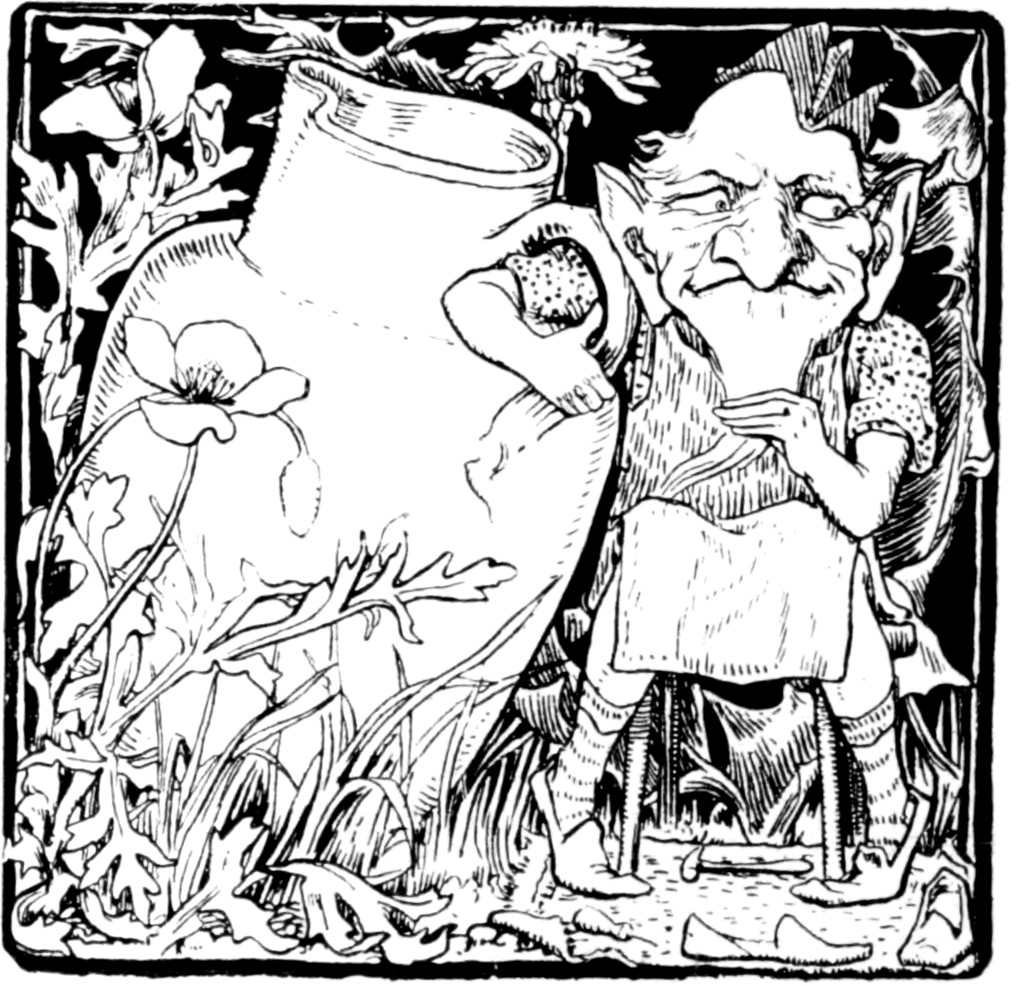
Клурикон. Ілюстрація Томас Крофтон («Казки и традиції південної Ірландії»)

Клурикон, клурихун (ірл. clurichaun) — персонаж ірландського фольклору. Близький до лепреконів.

## Роль у міфології
В ірландському фольклорі маленькі старці, що мешкають у винних погребах, вони стежать за збереженням вина і пива і, якщо господар будинку — п'яниця, не відмовляють собі в задоволенні промочити при нагоді горло. Клурикони також лякають нечесних слуг, якщо ті внадяться красти вино. Іноді клурикон стає вельми настирливим у своїх домаганнях, а якщо від нього вирішують позбутися, переїхавши в інший будинок, він просто-напросто забирається в яку-небудь бочку з вином і супроводжує господарів. Зазвичай клурикони ходять у червоних курточках і капелюхах, оскільки належать до самотніх фейрі, які, на відміну від бродячих, надають перевагу в одязі саме червоному кольору. Якщо подружитися з клуриконом, він може підказати, де захований скарб. Клурикони люблять випити, напідпитку, вони катаються на вівцях, підкидають в повітря капелюхи і волають від радості.